# Святодмитровский доход
Святодми́тровский доход (сербохорв. Svetodmitarski/Srpski dohodak, букв. «Святодмитровский/Сербский доход») — ежегодная дань, которую Дубровник с XIV века до 1463 года ежегодно уплачивал в пользу сербских, а затем боснийских правителей за право свободной торговли в их землях.

## История

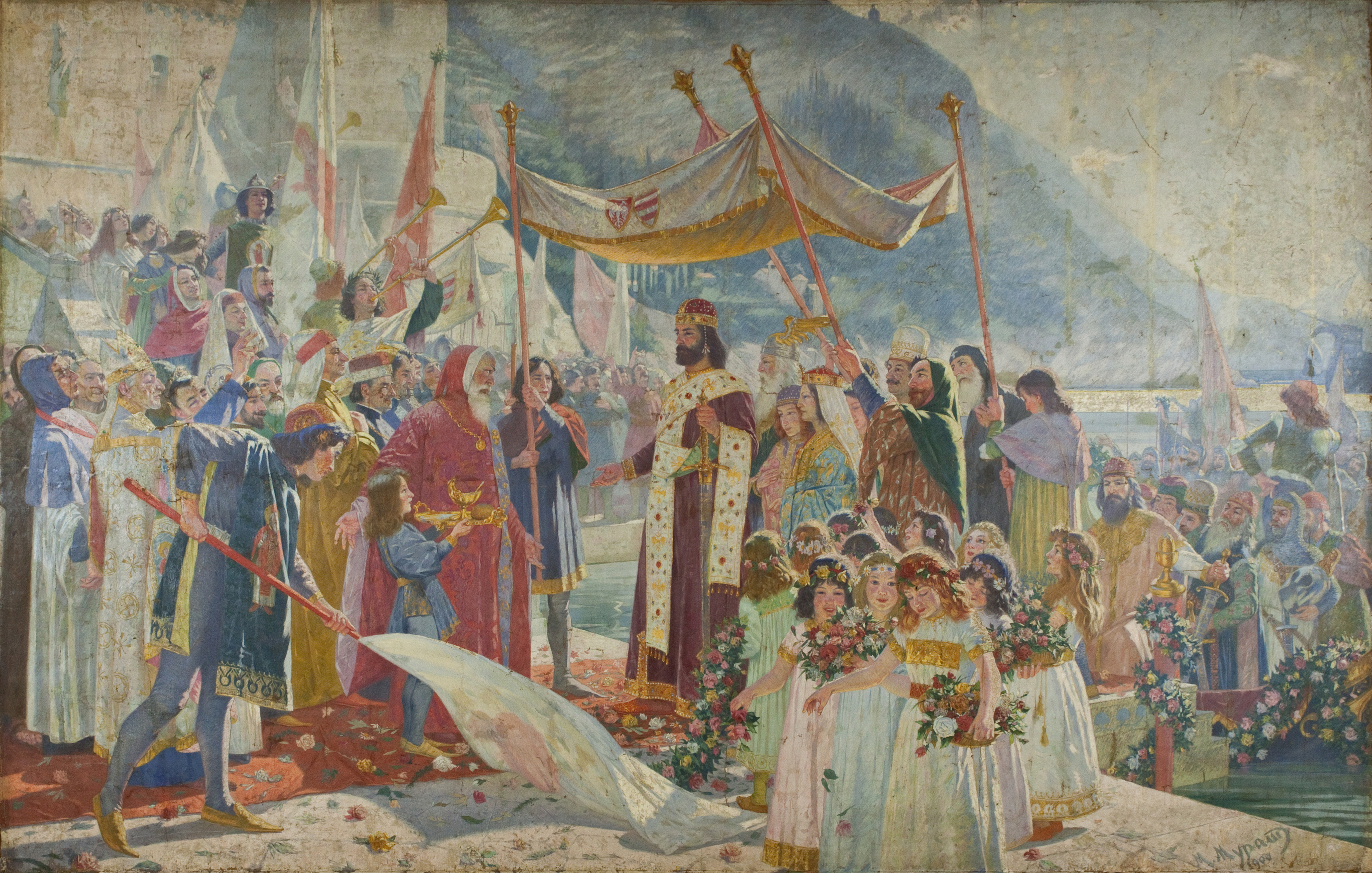
«Прибытие царя Душана в Дубровник»

Дубровник стал выплачивать подать в размере 2000 перперов в год при сербском короле Уроше I (ум. 1277). Письменные источники Дубровника сообщают об уплате королю Стефану Первовенчанному и его сыну, королю Владиславу (который получил 1000 перперов): это могло быть ежегодной данью или подарком, или платой за свободную торговлю. В период правления сербского короля Драгутина (правл. 1276—1282) за ежегодной уплатой закрепилось название «Святодмитровский доход», поскольку срок выплаты приходился на Дмитриев день.
После заключения в Венецией мирного Задарского договора 1358 года венгерский король Людовик в качестве защитника Дубровника потребовал уплаты ему Святодмитровской подати и двух податей, уплачиваемых за Стонский Рат. С разрешения сербского царя Стефана Душана Святодмитровская подать иногда уплачивалась правителями Требиня, Конавля и Драчевицы. Тогда же, во времена существования Сербо-греческого царства, уплата подати перешла к хумскому феодалу Воиславу Войновичу. После его смерти уплаты подати в свою пользу потребовал воинственный травунский феодал Никола Алтоманович, который в 1372 году заключил с Дубровницкой республикой мир и получил от неё 2000 перперов. После перехода земель Николы Алтомановича во владения зетского рода Балшичей право на получение Святодмитровской подати перешло к последним. А с расширением Боснийской державы во второй половине XIV века — боснийскому бану Твртко I. Подать уплачивалась Дубровником боснийским королям до завоевания Боснии турками в 1463 году.
Дань в 2500 перперов постоянно выговаривают себе в подтвердительных грамотах боснийские короли Остоя, Степан Остоич, Твртко II, Степан Томашевич. В грамоте от 10 апреля 1378 года король Твртко писал:

…да даю кралѥвьствѵми доходькь срьбьски по законѵ кои сѵ давали господє срьбьскои. такожє да даю кралѥвьствѵми ѡ всакомь приходещемь Дмитровє днєвє…